# St. Georg (Grabe)

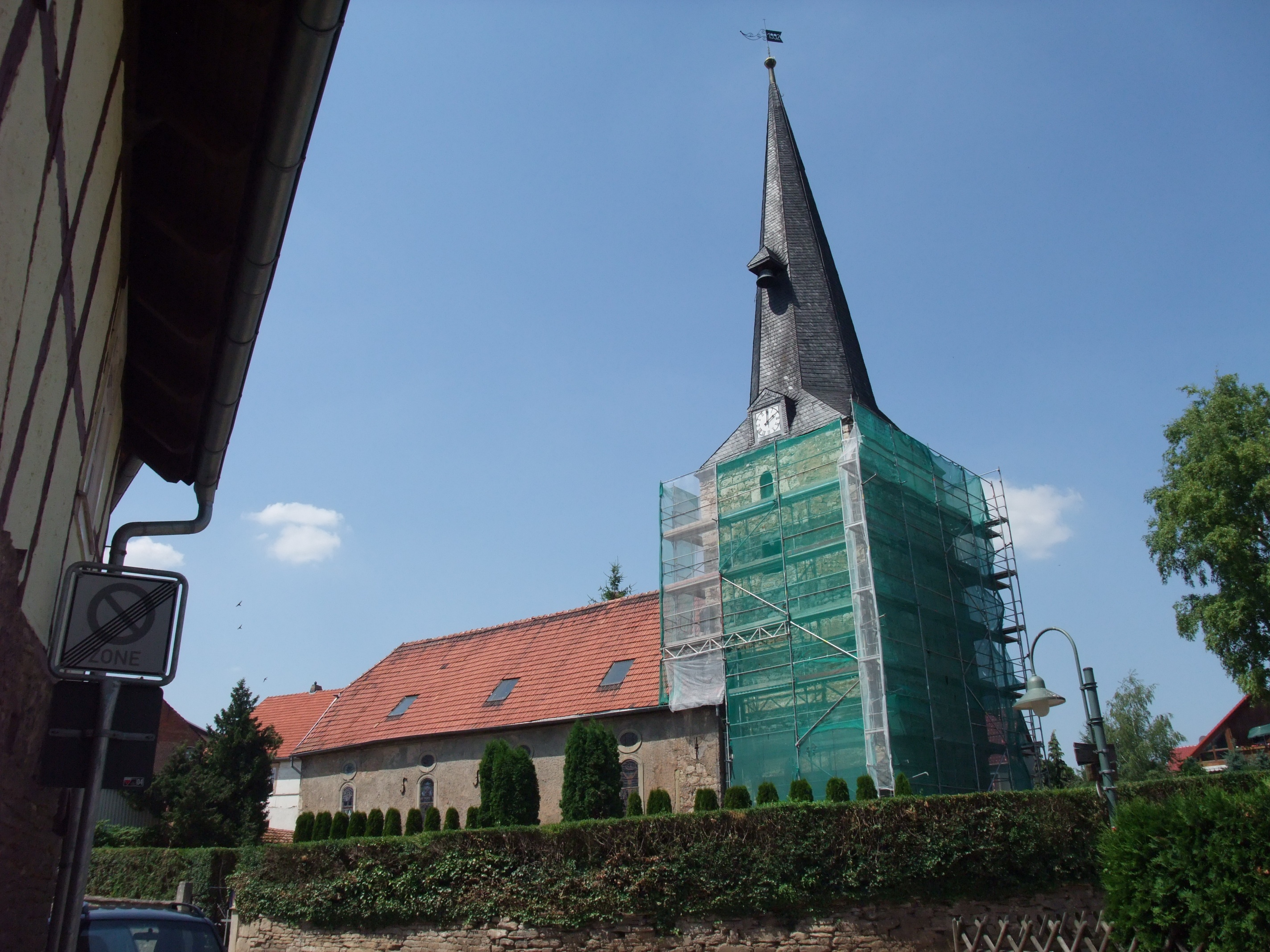
St. Georg im Juli 2010

Die evangelische Dorfkirche St. Georg steht im Ortsteil Grabe der Stadt Mühlhausen/Thüringen im Unstrut-Hainich-Kreis in Thüringen.

## Geschichte
Das Gotteshaus wurde 1293 erstmals urkundlich erwähnt. Eine Erweiterung mit einer barocken Überformung fand im Jahre 1744 statt. 1817 wird die Kirche umfassend renoviert.

## Baubeschreibung
Die Saalkirche hat einen wenig eingezogenen Chorturm im Osten. An der Nordseite befinden sich profilierte spitzbogige Fenster zu drei Achsen, an der Südseite sind sie korbbogig mit darüber liegenden Okuli. Der Turm hat Spitzbogenfenster mit gekuppelten Klangarkaden, darüber ein spitzer Helm. Eine Glocke wurde 1448 von Nicolaus Tuppenesser gegossen, eine weitere Glocke stammt aus dem 16. Jahrhundert. Der Innenraum wird von einem spitzbogigen Tonnengewölbe überspannt. An drei Seiten des Kirchenschiffes befinden sich zweigeschossige Emporen. Hinter dem spitzbogigen Triumphbogen beginnt der mit einem Kreuzrippengewölbe überspannte Chor, der in den Wänden Fensterrosen. enthält. An der Nordwand sind die Fenster mit Glasmalereien versehen, deren Vorlagen von Franz Müller stammen. 

## Ausstattung
Der Altar stammt aus dem Mittelalter. Das Altarretabel, ein Triptychon von Friedrich August Stüler, wurde in der ersten Hälfte des 19. Jahrhunderts gefertigt. In seinen Seitennischen stehen Engel, das zugehörige Kruzifix besteht aus Metall. Die Kanzel ist ein Werk des 19. Jahrhunderts. Der achteckige, sich nach unter verjüngende Taufstein aus Travertin ist aus dem Mittelalter.